# Panorpa pura
Panorpa pura är en näbbsländeart som beskrevs av František Klapálek 1906. Panorpa pura ingår i släktet Panorpa och familjen skorpionsländor. Inga underarter finns listade i Catalogue of Life.